# Edward Binns

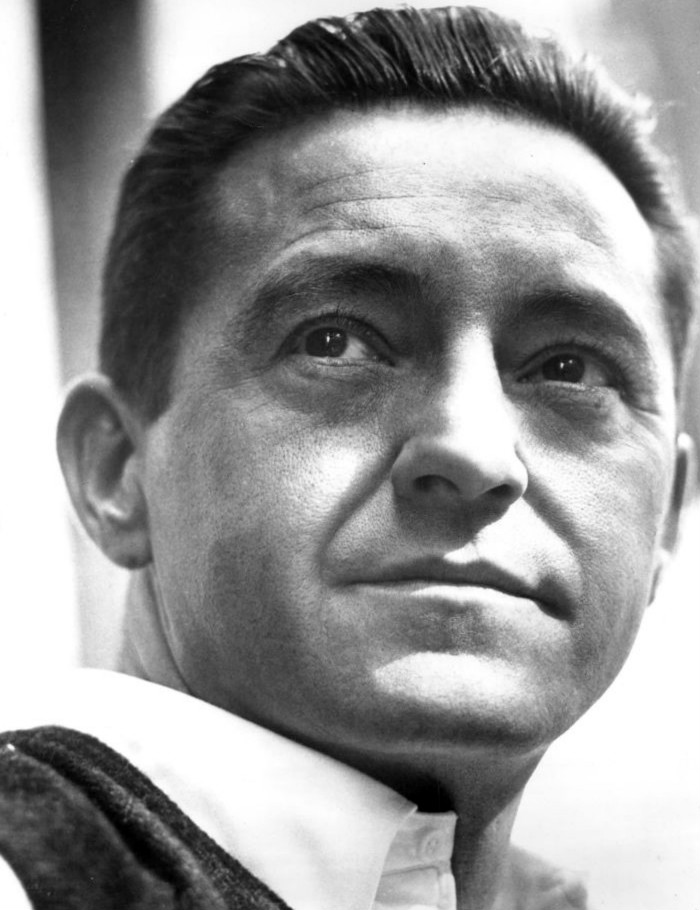
Edward Binns (1959)

Edward Binns (* 12. September 1916 in Philadelphia, Pennsylvania; † 4. Dezember 1990 in Brewster, New York) war ein US-amerikanischer Schauspieler.

## Leben
Nach einem Besuch der Pennsylvania State University sammelte Edward Binns erste Schauspielerfahrungen am Cleveland Play House. Im Zweiten Weltkrieg diente er bei den Army Air Forces. Ab Ende der 1940er Jahre wirkte er als Schauspieler an verschiedenen Broadway-Produktionen mit und war Mitglied im berühmten Actors Studio.
Edward Binns wurde als verlässlicher und in seinen Rollen glaubwürdiger Charakterdarsteller geschätzt. Ab den frühen 1950er Jahren stand Binns regelmäßig vor der Kamera, insgesamt brachte er es in den folgenden Jahrzehnten zu rund 175 Film- und Fernsehauftritten. Seine vielleicht bekannteste Kinorolle ist die des Geschworenen Nr. 6, eines bodenständigen Arbeiters, in Sidney Lumets Filmdrama Die zwölf Geschworenen (1957). Auch an anderen Filmklassikern wie Der unsichtbare Dritte, Urteil von Nürnberg und Patton – Rebell in Uniform wirkte er als Nebendarsteller mit. Er hatte außerdem Auftritte in verschiedenen Fernsehserien, so unter anderem wiederkehrend in der Serie MASH als General Korshak. In der Serie Ihr Auftritt, Al Mundy übernahm Binns zwischen 1969 und 1970 die Rolle von Robert Wagners Vorgesetztem „Wallie Powers“. Seinen letzten Filmauftritt machte er 1988 in dem Low-Budget-Schuldrama After School an der Seite von Sam Bottoms.
Verheiratet war Edward Binns bis zu seinem Tod mit der Schauspielerin Elizabeth Franz. Er starb mit 74 Jahren an einem Herzinfarkt während einer Autofahrt von Manhattan zu seinem Haus in Connecticut.

## Filmografie (Auswahl)

### Film
- 1951: Okinawa (Halls of Montezuma)
- 1951: Teresa
- 1952: Achtung! Blondinengangster (Without Warning!)
- 1953: Sittenpolizei (Vice Squad)
- 1956: Morgen trifft es dich (Patterns)
- 1956: Alle Spuren verwischt (The Scarlet Hour)
- 1956: Jenseits allen Zweifels (Beyond a Reasonable Doubt)
- 1957: Die zwölf Geschworenen (12 Angry Men)
- 1957: Terror in Portland City (Portland Exposé)
- 1959: Der Zwang zum Bösen (Compulsion)
- 1959: Das tödliche Netz (The Man in the Net)
- 1959: Der unsichtbare Dritte (North by Northwest)
- 1960: Die Dame und der Killer (Heller in Pink Tights)
- 1960: Begierde im Staub (Desire in the Dust)
- 1961: Urteil von Nürnberg (Judgment at Nuremberg)
- 1962: Hemingways Abenteuer eines jungen Mannes (Hemingway’s Adventures of a Young Man)
- 1964: Angriffsziel Moskau (Fail-Safe)
- 1964: Nur für Offiziere (The Americanization of Emily)
- 1966: Tausend Gewehre für Golden Hill (The Plainsman)
- 1970: Patton – Rebell in Uniform (Patton)
- 1974: Aus Liebe zu Molly (Lovin’ Molly)
- 1975: Die heiße Spur (Night Moves)
- 1980: Der Pilot (The Pilot)
- 1982: The Verdict – Die Wahrheit und nichts als die Wahrheit (The Verdict)
- 1988: After School

### Fernsehen
- 1948: Actors Studio (Folge 1x01)
- 1950–1954: Suspense (3 Folgen)
- 1957: Rauchende Colts (Gunsmoke, Folge 3x06)
- 1957: Alfred Hitchcock präsentiert (Alfred Hitchcock Presents, Folge 3x04)
- 1957: Dezernat M (M Squad, Folge 1x11)
- 1957/1958: Suspicion (2 Folgen)
- 1958: Westlich von Santa Fé (The Rifleman, Folge 1x11)
- 1958/1961: Abenteuer im wilden Westen (Zane Grey Theater, 2 Folgen)
- 1959: State Trooper (2 Folgen)
- 1959–1964: Brenner (24 Folgen)
- 1960: Kein Fall für FBI (The Detectives, Folge 2x12)
- 1960/1963: Route 66 (2 Folgen)
- 1960/1964: Twilight Zone (The Twilight Zone, 2 Folgen)
- 1961: Perry Mason (2 Folgen)
- 1961–1964: Preston & Preston (The Defenders, 4 Folgen)
- 1961–1966: Dr. Kildare (5 Folgen)
- 1963: The Dakotas (Folge 1x01)
- 1963: Die Unbestechlichen (The Untouchables, 2 Folgen)
- 1963: Im Wilden Westen (Death Valley Days, Folge 12x04)
- 1963–1965: Auf der Flucht (The Fugitive, 3 Folgen)
- 1964: Die Seaview – In geheimer Mission (Voyage to the Bottom of the Sea, Folge 1x14)
- 1964–1970: Die Leute von der Shiloh Ranch (The Virginian, 4 Folgen)
- 1965: Daniel Boone (Folge 1x28)
- 1967: Laredo (Folge 2x22)
- 1967: Tarzan (2 Folgen)
- 1967: Das Geheimnis der blauen Krone (Coronet Blue, Folge 1x02)
- 1968/1970: FBI (The F.B.I., 2 Folgen)
- 1969: Verrückter wilder Westen (The Wild Wild West, Folge 4x19)
- 1969–1970: Ihr Auftritt, Al Mundy (It Takes a Thief, 10 Folgen)
- 1970: Bonanza (Folge 11x14 Die Welt ist klein)
- 1970: The Bold Ones: The Senator (2 Folgen)
- 1970: The Name of the Game (Folge 3x14)
- 1971: Der Chef (Ironside, Folge 4x23 Pokerspiel)
- 1973: Hawaii Fünf-Null (Hawaii Five-O, Folge 5x24)
- 1973: Polizeiarzt Simon Lark (Dr. Simon Locke, Folge 3x11)
- 1974: Ein Sheriff in New York (McCloud, Folge 5x02)
- 1974: Cannon (Folge 4x06 Der Rachefeldzug)
- 1976: Make-up und Pistolen (Police Woman, Folge 3x03)
- 1977: M*A*S*H (Folge 5x20 Leibarzt gesucht)
- 1977: Detektiv Rockford – Anruf genügt (The Rockford Files, Folge 4x09)
- 1978: Imbiss mit Biss (Alice, Folge 2x22)
- 1986: Spenser (Spenser: For Hire, Folge 1x13)
- 1986: Der Equalizer (The Equalizer, Folge 2x05)